# Goodyera arisanensis
Goodyera arisanensis är en orkidéart som beskrevs av Bunzo Hayata. Goodyera arisanensis ingår i släktet knärötter, och familjen orkidéer. Inga underarter finns listade i Catalogue of Life.